# Pudab
Pudab (nemško Pudab) je naselje v Občini Dobrla vas v Okraju Velikovec na Koroškem v Avstriji.